# Mogelpower
Mogelpower ist ein deutsches Onlinemagazin mit Suchmaschine für Computerspiele und basiert auf einer gleichnamigen Buchserie. Schwerpunkt der Website sind Tricks, Schummelcodes (Cheats) und Lösungswege für PC- und Konsolenspiele aller Plattformen. Die Sammlung wurde bisher über 400 Millionen Mal abgefragt und verfügte zeitweise über 1,5 Millionen Besucher im Monat.
Betreiber ist das Leipziger Redaktionsbüro Die Schreibfabrik; aus dem Arbeitsarchiv der Website entstand das Wandermuseum Haus der Computerspiele.

## Geschichte
Ausgangspunkt der Website war die gleichnamige Buchserie aus dem Verlag Markt+Technik. Seit 1994 veröffentlichten die Leipziger Fachjournalisten René Meyer und Sven Letzel rund dreißig Mogelpower-Bücher mit Schummelcodes (Cheats). Zusätzlich gaben sie CD-Boxen mit Spiele-Lösungen und Schummelprogrammen heraus.
Den Inhalt der Bücher stellten die Autoren 1998 unter der Adresse www.mogelpower.de ins Netz. Mogelpower ist damit eines der ersten kommerziellen Bücher, die parallel gratis online abrufbar waren.
Mit zwei Millionen Seitenabrufen zählte Mogelpower bereits im Dezember 2000 zu den gefragtesten Spieleseiten. 2003 gehörte sie zu den fünf meistbesuchten Websites für Kinder und Jugendliche überhaupt.
Die Datenbank wurde im Laufe der Jahre um zahlreiche Systeme erweitert. Außerdem wurden thematisch passende Sammlungen und Websites übernommen und integriert, darunter
- Solution.net, die zum Zeitpunkt der Übernahme 2001 umfangreichste Website für deutschsprachige Spiele-Lösungen,
- Gamebuster's Paradise mit Codes für das Cheatsystem Gamebuster,
- die offizielle Code-Datenbank für das Cheatsystem Xploder,
- Keycard HQ mit Tastenbelegungen für Spiele.

2005 wurde eine Meta-Suchmaschine entwickelt. Sie ergänzt die Suchfunktion durch mehrere hunderttausend Links zu Cheats, Lösungen, Testberichte und Nachrichten von siebzig anderen Websites. Die Meta-Suche war auch separat unter der Adresse Mogelpower.com erreichbar, wurde mittlerweile jedoch abgeschaltet.

## Inhalte

### Cheats und Lösungen
Schummelcodes, Komplettlösungen sowie Downloads wie Trainer, Spielstände und Editoren zu mehr als 30.000 Spielen sind der Schwerpunkt der Website. Die Datenbank wird seit 1993 redaktionell gepflegt. Sie umfasst mittlerweile mehr als sechzig Systeme – PC und Macintosh, Konsolen wie PlayStation 4 und Nintendo 3DS sowie zahlreiche klassische Plattformen, von Atari 2600 über Super Nintendo und Commodore 64 bis zu Dreamcast und Neo Geo.

### Easter Eggs
Ein Teilbereich der Website mit eigener Adresse EasterEggs.de ist eine Sammlung von Easter Eggs, den versteckten Gags in Software, Spielen, DVDs und CDs. Sie erschienen ebenfalls als Buch.

### Forum
Das von Mogelpower gehostete Forum wird inzwischen beinahe gar nicht mehr genutzt. Mit rund 2,9 Millionen Beiträgen bei ca. 215.000 Themen war es zeitweise eines der größten deutschen Diskussionsforen. Waren es zunächst nur Spiele-Themen, existieren heute rund neunzig Teilforen, die Diskussionen von Politik über Sport bis hin zu Musik und Film abdecken.

### Weitere Bereiche
Der Magazinteil bietet mehrere hundert Kurztests, Nachrichten und Screenshots zu Spielen. Der Praxis-Bereich enthält vor allem Tutorials rund um das Schummeln bei Spielen. Die manuell zusammengetragene Link-Sammlung verweist auf 35.000 Entwickler- und Fanseiten von Spielen.

## Sonstiges
Die erste Ausgabe des Buches trug den Titel Die Mogel Spiele Power, wobei das Wort Spiele durchgestrichen war. Es erschien als eines der letzten Bücher unter dem Label der Zeitschrift Power Play. In der dritten Ausgabe 1996 wurde der schlichte Titel Mogel Power eingeführt.
1998 erschien eine Lizenzausgabe als Heyne-Taschenbuch mit dem Titel Mogel Power für PC-Spieler.
Auf dem Retro-Stand der Gamescom 2013 wurde eine Vitrinen-Ausstellung über den Verlag Markt+Technik mit seiner Buchserie Mogelpower und dem Magazin Power Play gezeigt.